# Simulium hieroglyphicum
Simulium hieroglyphicum es una especie de insecto del género Simulium, familia Simuliidae, orden Diptera.
Fue descrita científicamente por Peterson, Vargas & Ramirez-Perez, 1988.